# 洪欉
洪 欉（こう そう、Hong Cong、? - 1864年）は、清朝統治時代の台湾での反乱である戴潮春の乱の指導者の一人。
彰化県北投堡（現在の南投県草屯鎮）出身。富農出身で団練を組織して地元で勢力を伸ばしていた。1862年、彰化の富農の戴潮春が八卦会を率いて蜂起し、彰化・斗六を陥落させると、洪欉も草屯から呼応して、戴潮春から「北王総制大元帥」に封じられた。
1863年11月、丁曰建率いる清軍が彰化を奪回した後も、洪欉は大肚郷などを占拠し続け、草屯の北勢湳地区で清軍に勝利した。戴潮春が捕えられ処刑された後の1864年3月に大肚郷で再起した。しかし9月に丁曰建に包囲され、11月に北勢湳で陣没した。
洪欉の死後は弟の洪璠が北勢湳で抵抗を続けたが、清軍に包囲されて12月に捕えられ殺害された。